# سیزده ۵۹
سیزده ۵۹ فیلمی به کارگردانی و نویسندگی سامان سالور و تهیه‌کنندگی جواد نوروزبیگی و ساخته سال ۱۳۸۹ است. این فیلم در ۸ تیر ۱۳۹۰ به اکران عمومی در آمد. این فیلم در رابطه با مشکلات جانبازان می‌باشد.

## خلاصه فیلم
این فیلم در رابطه با یک جانباز است که حدود بیست سال است در کما می‌باشد و بعد از این مدت طولانی قرار است به هوش بیاید...

## بازیگران
- پرویز پرستویی
- جمشید مشایخی
- صابر ابر
- فرهاد اصلانی
- علیرضا اوسیوند
- شاهرخ فروتنیان
- مهران احمدی
- افسانه چهره‌آزاد
- حسین سلیمانی

## افتخارات

### بیست و نهمین دوره جشنواره فیلم فجر
| قسمت                       | نامزد           | نتیجه    |
| -------------------------- | --------------- | -------- |
| بهترین بازیگر نقش اول مرد  | پرویز پرستویی   | نامزدشده |
| بهترین موسیقی متن          | علیرضا کهن‌دیری  | نامزدشده |
| بهترین فیلمبرداری          | مسعود سلامی     | نامزدشده |
| بهترین جلوه‌های ویژه بصری   | شهروز وظیفه‌شناس | نامزدشده |
| بهترین جلوه‌های ویژه میدانی | جواد شریفی‌راد   | نامزدشده |

### سی‌امین دوره جشنواره فیلم فجر
| قسمت       | نامزد      | نتیجه        |
| ---------- | ---------- | ------------ |
| بهترین عکس | آرزو اتحاد | دیپلم افتخار |